# Premis Cóndor de Plata 2012
La 60a edició dels Premis Cóndor de Plata 2012, concedits per l'Asociación de Cronistas Cinematográficos de la Argentina, va tenir lloc l’11 de juny de l'any 2012 al Teatro Avenida, de Buenos Aires, on es va reconèixer a les millors pel·lícules argentines estrenades durant l'any 2011.
Les nominacions van ser anunciades en la 8a trobada Pantalla Pinamar el 7 de març de 2012 per l'actriu gallega Sara Casasnovas Pumar. La cerimònia va ser televisada pel canal CN23 amb la conducció de Pablo Marcovsky i Gabriela Rádice. En complir-se set dècades des de la seva fundació, l'Asociación de Cronistas Cinematográficos de la Argentina fou reconeguda amb una plaqueta per part de l'Instituto Nacional de Cine y Artes Audiovisuales (INCAA), coproductor de l'esdeveniment i organisme motor del cinema nacional.

## Resum de premis i candidatures
| Pel·lícula                             | Candidatures | Premis |
| -------------------------------------- | ------------ | ------ |
| El gato desaparece                     | 9            | 5      |
| Aballay, el hombre sin miedo           | 11           | 3      |
| El estudiante                          | 7            | 3      |
| Juan y Eva                             | 10           | 2      |
| Las acacias                            | 9            | 2      |
| Un amor                                | 2            | 1      |
| Ausente                                | 2            | 1      |
| Cerro Bayo                             | 1            | 1      |
| Un cuento chino                        | 6            | -      |
| Medianeras                             | 5            | -      |
| Revolución: El cruce de los Andes      | 4            | -      |
| El agua del fin del mundo              | 2            | -      |
| Fontana: la frontera interior          | 2            | -      |
| La mala verdad                         | 2            | -      |
| Los labios                             | 2            | -      |
| Mi primera boda                        | 2            | -      |
| Vaquero                                | 2            | -      |
| Verdades verdaderas, la vida de Estela | 2            | -      |
| Viudas                                 | 2            | -      |

## Premis i nominacions

### Cóndor de Plata a la Millor pel·lícula
Presentat per Liliana Mazure.
| Pel·lícula                   | Resultat   |
| ---------------------------- | ---------- |
| Aballay, el hombre sin miedo | Candidata  |
| El estudiante                | Candidata  |
| El gato desaparece           | Candidata  |
| Las acacias                  | Guanyadora |
| Los labios                   | Candidata  |

### Cóndor de Plata a la Millor pel·lícula Iberoamericana
| Pel·lícula                  | Director             | Resultat   | País                      |
| --------------------------- | -------------------- | ---------- | ------------------------- |
| La piel que habito          | Pedro Almodóvar      | Candidata  | Espanya                   |
| Alamar                      | Pedro González-Rubio | Candidata  | Mèxic                     |
| Violeta se fue a los cielos | Andrés Wood          | Candidata  | Xile · Argentina · Brasil |
| Balada triste de trompeta   | Álex de la Iglesia   | Guanyadora | Espanya                   |
| Norberto apenas tarde       | Daniel Hendler       | Candidata  | Uruguai                   |

### Cóndor de Plata a la Millor pel·lícula en llengua estrangera
| Pel·lícula        | Director                 | Resultat   | País                           |
| ----------------- | ------------------------ | ---------- | ------------------------------ |
| Habemus Papam     | Nanni Moretti            | Candidata  | Itàlia · França                |
| Midnight in Paris | Woody Allen              | Candidata  | Estats Units · Espanya         |
| Le quattro volte  | Michelangelo Frammartino | Candidata  | Itàlia · Alemanya · Suïssa     |
| De déus i homes   | Xavier Beauvois          | Guanyadora | França                         |
| Pina              | Wim Wenders              | Candidata  | França · Alemanya · Regne Unit |

### Cóndor de Plata al Millor Director
| Realizador            | Pel·lícula                   | Resultat  |
| --------------------- | ---------------------------- | --------- |
| Carlos Sorín          | El gato desaparece           | Guanyador |
| Sebastián Borensztein | Un cuento chino              | Candidat  |
| Pablo Giorgelli       | Las acacias                  | Candidat  |
| Santiago Mitre        | El estudiante                | Candidat  |
| Fernando Spiner       | Aballay, el hombre sin miedo | Candidat  |

### Cóndor de Plata al Millor Actor
| Actor              | Pel·lícula                   | Resultat  |
| ------------------ | ---------------------------- | --------- |
| Pablo Cedrón       | Aballay, el hombre sin miedo | Candidat  |
| Ricardo Darín      | Un cuento chino              | Candidat  |
| Luis Luque         | El gato desaparece           | Guanyador |
| Alberto de Mendoza | La mala verdad               | Candidat  |
| Osmar Núñez        | Juan y Eva                   | Candidat  |

### Cóndor de Plata a la Millor Actriu
| Actriu           | Pel·lícula                             | Resultat   |
| ---------------- | -------------------------------------- | ---------- |
| Graciela Borges  | Viudas                                 | Candidata  |
| Julieta Díaz     | Juan y Eva                             | Candidata  |
| Susú Pecoraro    | Verdades verdaderas, la vida de Estela | Candidata  |
| Beatriz Spelzini | El gato desaparece                     | Guanyadora |
| Erica Rivas      | Antes del estreno                      | Candidata  |

### Cóndor de Plata al Millor Actor de repartiment
| Actor             | Pel·lícula                             | Resultat  |
| ----------------- | -------------------------------------- | --------- |
| Alejandro Awada   | Verdades verdaderas, la vida de Estela | Candidat  |
| Daniel Fanego     | Vaquero                                | Candidat  |
| Fernán Mirás      | Juan y Eva                             | Candidat  |
| Claudio Rissi     | Aballay, el hombre sin miedo           | Guanyador |
| Martín Piroyansky | Mi primera boda                        | Candidat  |

### Cóndor de Plata a la Millor Actriu de repartiment
| Actriu           | Pel·lícula      | Resultat   |
| ---------------- | --------------- | ---------- |
| Rita Cortese     | Los Marziano    | Candidata  |
| Muriel Santa Ana | Un cuento chino | Candidata  |
| Malena Solda     | La mala verdad  | Candidata  |
| María Ucedo      | Juan y Eva      | Candidata  |
| Verónica Llinás  | Cerro Bayo      | Guanyadora |

### Cóndor de Plata a la revelació masculina
| Actor             | Pel·lícula      | Resultat  |
| ----------------- | --------------- | --------- |
| Martín Bossi      | Viudas          | Candidat  |
| Javier de Pietro  | Ausente         | Candidat  |
| Germán de Silva   | Las acacias     | Candidat  |
| Huang Sheng Huang | Un cuento chino | Candidat  |
| Esteban Lamothe   | El estudiante   | Guanyador |

### Cóndor de Plata a la revelació femenina
| Actriu          | Pel·lícula                | Resultat   |
| --------------- | ------------------------- | ---------- |
| Hebe Duarte     | Las acacias               | Candidata  |
| Diana Lamas     | El agua del fin del mundo | Candidata  |
| Romina Paula    | El estudiante             | Candidata  |
| Elena Roger     | Un amor                   | Guanyadora |
| Victoria Raposo | Los labios                | Candidata  |

### Cóndor de Plata al Millor guió Original
| Guionista                        | Pel·lícula         | Resultat  |
| -------------------------------- | ------------------ | --------- |
| Carlos Sorín                     | El gato desaparece | Candidat  |
| Pablo Giorgelli Salvador Roselli | Las acacias        | Candidats |
| Gustavo Taretto                  | Medianeras         | Candidat  |
| Santiago Mitre                   | El estudiante      | Guanyador |
| Sebastián Borensztein            | Un cuento chino    | Candidat  |

### Cóndor de Plata al Millor guió adaptat
| Guionista                                              | Pel·lícula                   | Resultat    |
| ------------------------------------------------------ | ---------------------------- | ----------- |
| Valentín Javier Diment Fernando Spiner Santiago Hadida | Aballay, el hombre sin miedo | Guanyadores |
| Leonel D'Agostino Paula Hernandez                      | Un amor                      | Candidats   |
| Paula de Luque                                         | Juan y Eva                   | Candidata   |
| Carina Catelli                                         | El dedo                      | Candidata   |
| Rodolfo Mórtola Javier Torre                           | El derrotado                 | Candidats   |

### Cóndor de Plata al Millor Muntatge
| Editor             | Pel·lícula                   | Resultat   |
| ------------------ | ---------------------------- | ---------- |
| Alberto Ponce      | Juan y Eva                   | Candidat   |
| Alejandro Parysow  | Aballay, el hombre sin miedo | Candidat   |
| María Astrauskas   | Las acacias                  | Guanyadora |
| Delfina Castagnino | El estudiante                | Candidata  |
| Mohamed Rajid      | El gato desaparece           | Candidat   |

### Cóndor de Plata a la Millor Fotografia
| Fotògraf          | Pel·lícula                   | Resultat  |
| ----------------- | ---------------------------- | --------- |
| Julián Apezteguia | El gato desaparece           | Candidat  |
| Willi Behnisch    | Juan y Eva                   | Candidat  |
| Claudio Beiza     | Aballay, el hombre sin miedo | Guanyador |
| Diego Poleri      | Las acacias                  | Candidat  |
| Leandro Martínez  | Medianeras                   | Candidat  |

### Cóndor de Plata a la Millor Direcció Artística
| Direcció artística              | Pel·lícula                        | Resultat  |
| ------------------------------- | --------------------------------- | --------- |
| Sergio Rud                      | Revolución: El cruce de los Andes | Candidat  |
| Mariela Rípodas                 | Fontana, la frontera interior     | Candidata |
| Rodolfo Pagliere                | Juan y Eva                        | Guanyador |
| Romeo Fasce Luciana Quartaruolo | Medianeras                        | Candidats |
| Sandra Iurcovich                | Abellay, el hombre sin miedo      | Candidata |

### Cóndor de Plata al Millor Vestuari
| Dissenyador/a               | Pel·lícula                        | Resultat   |
| --------------------------- | --------------------------------- | ---------- |
| Gabriela González           | Aballay, el hombre sin miedo      | Candidata  |
| Marcela Vilariño            | Juan y Eva                        | Guanyadora |
| Pheonia Veloz Paola Delgado | Fontana, la frontera interior     | Candidatas |
| Ana Markarián               | Mi primera boda                   | Candidata  |
| Julio Suárez                | Revolución: El cruce de los Andes | Candidat   |

### Cóndor de Plata a la Millor Música
| Compositor        | Pel·lícula                        | Resultat  |
| ----------------- | --------------------------------- | --------- |
| Gustavo Pomeranec | Aballay, el hombre sin miedo      | Candidat  |
| Nicolás Sorin     | El gato desaparece                | Guanyador |
| Sebastián Escofet | Revolución: El cruce de los Andes | Candidat  |
| Gabriel Chwojnik  | Medianeras                        | Candidat  |
| Iván Wyszogrod    | Juan y Eva                        | Candidat  |

### Cóndor de Plata al Millor So
| Candidats                        | Pel·lícula                        | Resultat  |
| -------------------------------- | --------------------------------- | --------- |
| Carlos Schmukler Eduardo Esquide | Un cuento chino                   | Candidats |
| Martin Litmanovich               | Las acacias                       | Candidat  |
| José Luis Díaz                   | El gato desaparece                | Guanyador |
| Martín Grignaschi                | Revolución: El cruce de los Andes | Candidat  |
| Sebastián González               | Aballay, el hombre sin miedo      | Candidat  |

### Cóndor de Plata al Millor Documental
| Documental                                    | Realizador              | Resultat  |
| --------------------------------------------- | ----------------------- | --------- |
| Un tren a Pampa Blanca                        | Rodolfo Pochat          | Candidat  |
| Hachazos                                      | Andrés Di Tella         | Candidat  |
| AU3 (Autopista Central)                       | Alejandro Hartmann      | Candidat  |
| Tata Cedrón, el regreso de Juancito Caminador | Fernando Pérez Vacchini | Candidat  |
| Tierra sublevada 2: Oro negro                 | Fernando E. Solanas     | Guanyador |

### Cóndor de Plata a la Millor Innovació Artística
| Pel·lícula               | Realitzador    | Resultat  |
| ------------------------ | -------------- | --------- |
| Familia tipo             | Cecilia Priego | Candidata |
| La risa                  | Iván Fund      | Candidat  |
| Un mundo misterioso      | Rodrigo Moreno | Candidat  |
| Un rey para la patagonia | Lucas Turturro | Candidat  |
| Ausente                  | Marco Berger   | Guanyador |

### Millor curtmetratge
| Curtmetratge                     | Realitzador          | Resultat  |
| -------------------------------- | -------------------- | --------- |
| Lo que haría                     | Natural Arpajou      | Candidat  |
| Luminaris                        | Juan Pablo Zaramella | Guanyador |
| Imágenes para antes de la guerra | Francisco Márquez    | Candidat  |

### Millor opera prima
| Ópera prima               | Realizador      | Resultat  |
| ------------------------- | --------------- | --------- |
| Las acacias               | Pablo Giorgelli | Candidat  |
| El estudiante             | Santiago Mitre  | Guanyador |
| Medianeras                | Gustavo Taretto | Candidat  |
| El agua del fin del mundo | Paula Siero     | Candidata |
| Vaquero                   | Juan Minujín    | Candidat  |

## Cóndor de Plata a la trajectòria
- Juan Manuel Tenuta (actor)
- Julia Sandoval (actriu)
- Leonardo Favio (director, el premi el van rebre Federico Luppi i Graciela Borges)
- Carlos Morelli i Rómulo Berruti (crítics)